# Chirita liguliformis
Chirita liguliformis är en tvåhjärtbladig växtart som beskrevs av Wen Tsai Wang. Chirita liguliformis ingår i släktet Chirita och familjen Gesneriaceae. Inga underarter finns listade i Catalogue of Life.